# دنیس اوکیف
دنیس اوکیف (انگلیسی: Dennis O'Keefe؛ ۲۹ مارس ۱۹۰۸ – ۳۱ اوت ۱۹۶۸) یک هنرپیشه اهل ایالات متحده آمریکا بود.

## فیلم‌شناسی
از فیلم‌ها یا برنامه‌های تلویزیونی که وی در آن نقش داشته است می‌توان به خیابان ۴۲، بانوی برچسب خورده، زیگفلد کبیر، صورت زخمی، مأموران خزانه‌داری، ستاره‌ای متولد شده است، خشم، کلاه سیلندری، سه دختر زرنگ اشاره کرد.